# Katie Zaferes
Katie Zaferes née Hursey le 9 juin 1989 à Hampstead dans le Maryland aux États-Unis est une triathlète professionnelle américaine. Elle est multiple vainqueur d'étape sur les séries mondiales de triathlon (WTS) et médaillée olympique (bronze) . 

## Biographie

### Jeunesse
En tant que junior, Katie Hursey alterne au lycée North Carroll High School (en), le soccer, la natation, le cross-country et la crosse, elle s'oriente à l'Université de Syracuse vers le demi-fond principalement le 3 000 mètres et le 5 000 mètres indoor. Après l'obtention d'un diplôme en éducation physique au sein de cette université, elle commence la pratique du triathlon, et s'inscrit comme professionnelle à la Fédération américaine de triathlon (USAT).

### Carrière en triathlon
Triathlète professionnelle à l'âge de 24 ans, elle participe dès 2014 au circuit international de la Fédération internationale de triathlon et elle termine à la 16e place des championnats du monde, avant de prendre la 5e place en 2015.
Ses résultats 2015 et 2016, lui permettent de se qualifier pour les Jeux olympiques d'été de 2016 à Rio de Janeiro en prenant un des six dossards que détient USA Triathlon. 
Le 16 juillet 2016, Katie Zaferes remporte à Hambourg pour la première fois de sa carrière une épreuve des séries mondiales de triathlon après avoir fini cinq fois deuxième en 2015.
En 2017, avec un belle deuxième place à la finale de Rotterdam des séries mondiales de triathlon, elle finit troisième du classement définitif des championnats du monde courte distance derrière la Bermudienne Flora Duffy et l'Australienne Ashleigh Gentle.
En 2021, elle prend la 3e place de la course des Jeux Olympiques à Tokyo.

### Vie privée
Ses parents sont Bill et Mary Lynn Hursey. Elle vit à Santa Cruz en Californie, le 17 janvier 2015, elle épouse son compatriote Tommy Zaferes, également triathlète professionnel. Le 7 juillet 2022, elle met au monde leur garçon, prénommé Kimble William.

## Palmarès
Le tableau présente les résultats les plus significatifs (podium) obtenus sur le circuit national et international de triathlon depuis 2013,.
| Année | Compétition                                       | Pays                   | Position           | Temps           |
| ----- | ------------------------------------------------- | ---------------------- | ------------------ | --------------- |
| 2023  | Coupe du monde - l'étape de Brasilia              | Brésil                 | Médaille d'argent  | 2 h 0 min 15 s  |
| 2023  | Coupe panaméricain - l'étape sprint de Punta Cana | République dominicaine | Médaille d'or      | 53 min 45 s     |
| 2023  | Coupe panaméricain - l'étape sprint de St. Peters | États-Unis             | Médaille d'or      | 1 h 0 min 8 s   |
| 2021  | Jeux olympiques                                   | Japon                  | Médaille de bronze | 1 h 57 min 3 s  |
| 2019  | Championnats du monde - Classement général        |                        | Médaille d'or      | 6175 points     |
| 2019  | WTS Lausanne (Finale)                             | Suisse                 | Médaille d'or      | 2 h 2 min 45 s  |
| 2019  | WTS Abou Dabi                                     | Abou Dabi              | Médaille d'or      | 55 min 31 s     |
| 2019  | WTS Bermudes                                      | Bermudes               | Médaille d'or      | 1 h 59 min 12 s |
| 2019  | WTS Montreal                                      | Canada                 | Médaille d'or      | 58 min 15 s     |
| 2019  | WTS Leeds                                         | Royaume-Uni            | Médaille d'argent  | 1 h 55 min 17 s |
| 2019  | WTS Yokohama                                      | Japon                  | Médaille d'or      | 1 h 52 min 12 s |
| 2018  | WTS Leeds                                         | Royaume-Uni            | Médaille de bronze | 1 h 57 min 2 s  |
| 2017  | Championnats du monde - Classement général        |                        | Médaille de bronze | 4302 points     |
| 2017  | WTS Rotterdam (finale)                            | Pays-Bas               | Médaille d'argent  | 1 h 59 min 34 s |
| 2017  | WTS Yokohama                                      | Japon                  | Médaille d'argent  | 1 h 58 min 9 s  |
| 2017  | WTS Edmonton                                      | Canada                 | Médaille de bronze | 1 h 1 min 51 s  |
| 2017  | Coupe du monde - l'étape sprint de New Plymouth   | Nouvelle-Zélande       | Médaille d'or      | 0 h 59 min 28 s |
| 2016  | WTS Hambourg                                      | Allemagne              | Médaille d'or      | 0 h 57 min 3 s  |
| 2015  | WTS Le Cap                                        | Afrique du Sud         | Médaille d'argent  | 1 h 49 min 52 s |
| 2015  | WTS Stockholm                                     | Suède                  | Médaille d'argent  | 2 h 1 min 19 s  |
| 2015  | WTS Londres                                       | Royaume-Uni            | Médaille d'argent  | 0 h 56 min 6 s  |
| 2015  | WTS Auckland                                      | Nouvelle-Zélande       | Médaille d'argent  | 2 h 10 min 42 s |
| 2015  | WTS Abou Dabi                                     | Émirats arabes unis    | Médaille d'argent  | 0 h 59 min 15 s |
| 2015  | WTS Gold Coast                                    | Australie              | Médaille de bronze | 1 h 58 min 35 s |
| 2014  | Coupe panaméricaine - l'étape de Kelowna          | Canada                 | Médaille d'or      | 0 h 59 min 36 s |
| 2014  | Coupe du monde - l'étape de New Plymouth          | Nouvelle-Zélande       | Médaille d'or      | 0 h 57 min 27 s |
| 2013  | Coupe du monde - l'étape de Tiszaujvaros          | Hongrie                | Médaille d'or      | 1 h 0 min 25 s  |
| 2013  | Coupe du monde - l'étape de Palamós               | Espagne                | Médaille d'or      | 2 h 1 min 19 s  |

| Année | Compétition                             | Pays        | Position          | Temps           |
| ----- | --------------------------------------- | ----------- | ----------------- | --------------- |
| 2023  | Championnat panaméricain - relais mixte | Brésil      | Médaille d'or     | 1 h 23 min 0 s  |
| 2021  | Jeux olympiques - relais mixte          | Japon       | Médaille d'argent | 1 h 23 min 55 s |
| 2020  | Championnat du monde en relais mixte    | Allemagne   | Médaille d'argent | 1 h 18 min 33 s |
| 2018  | WTS Nottingham                          | Royaume-Uni | Médaille d'or     | 1 h 21 min 16 s |
| 2017  | Championnat du monde en relais mixte    | Allemagne   | Médaille d'argent | 1 h 22 min 42 s |

| Année | Nombres | Étapes                                |
| ----- | ------- | ------------------------------------- |
| 2021  |         | du classement général                 |
| 2019  | 1       | Malte + du classement général         |
| 2018  | 2       | Malte, Jersey + du classement général |
| 2017  | 1       | Jersey                                |
| Total | 4       |                                       |